# 倪妮
倪妮（1988年8月8日—），江苏省南京市人，中国大陆女演员，毕业于中国传媒大学南广学院语言传播系。因在张艺谋导演的电影《金陵十三钗》中饰演女主角“玉墨”而一举成名。

## 早期經歷
倪妮於小學時期就讀於南京市長江路小學，其後投考進入南京市第九中學，後來升讀南京市梅園中學；高三那年轉到江蘇省盱眙中學复读了一年。2007年，倪妮投考進入中国传媒大学南广学院播音与主持专业，於2011年6月畢業。
倪妮曾是国家二级游泳运动员，还获过国际标准舞江苏省全能冠军。

## 演藝經歷

### 谋女郎出道（2007-2012年）
张艺谋在2007年开始为其执导的电影《金陵十三钗》挑选女演员。2009年11月，當時就讀於中国传媒大学南广学院的倪妮参加剧组演员选拔，在众多参选人中获張藝謀的赏识而担任片中女主角，因而走红，被中國媒体称为新一代「謀女郎」。倪妮为了此片在大二至大四寒暑假进行剧组培训，包括言行举止、形体课、语言课、书法、学琵琶和打麻将等。《金陵十三钗》国内累積计算票房达到6亿元人民币，是2011年华语电影的票房冠军；倪妮凭借此电影获得了第六届亚洲电影大奖最佳新演员奖。

### 云鹰低飞（2012-2017年）
2012年，合作16年的张艺谋与张伟平矛盾爆发终止合作，倪妮遭遇合约问题，成立云鹰低飞影视文化工作室，在合约重重阻碍影响下坚持电影创作。2013年初，倪妮与Angelababy、杨幂、刘诗诗一同被评为新生代“四小花旦”之一。
而倪妮连续主演的3部电影：《杀戒》(2013)中厌弃丈夫的江月娥、《我想和你好好的》(2013)中敢爱敢恨、极度缺乏安全感的女孩喵喵和滕华涛執导的电影《等风来》(2013)扮演一个从小城市到大城市打拼的美食编辑程羽蒙都於同年先后上映。之後，倪妮按連參演了根据九夜茴同名小说改编的青春题材校园电影《匆匆那年》(2014)，和都市喜剧电影《新娘大作戰》(2015)。其後倪妮參與了湖南衛視在2015年以动物为题材的真人秀节目《奇妙的朋友》，以实习饲养员的身份在动物园体验生活。
倪妮和赵又廷在2015年5月主演由吕克·贝松担纲制片人的中法合拍奇幻动作电影《勇士之门》，拍摄周期三个月。

### 知妮瞳盟（2017年-现在）
2017年，倪妮主演由沈严导演的个人首部电视剧《天盛长歌》，并成立知妮工作室、于次年正式签约沈严新创立的瞳盟影视。除了开始主演电视剧和舞台剧作品，她继续坚持电影创作。2022年凭借《漫长的告白》获得第35届中国电影金鸡奖最佳女主角奖提名。2023年主演的电影《消失的她》上映，并因此获得了第18届中国长春电影节金鹿奖最佳女演员奖及第37届大众电影百花奖最佳女主角提名等多个奖项。

## 影视作品

### 電影
| 上映年份 | 电影名             | 角色      |
| 2011     | 金陵十三钗         | 玉墨      |
| 2013     | 杀戒               | 江月娥    |
| 2013     | 我想和你好好的     | 喵喵      |
| 2013     | 等风来             | 程羽蒙    |
| 2014     | 匆匆那年           | 方茴      |
| 2015     | 新娘大作戰         | 马丽      |
| 2016     | 勇士之门           | 苏琳      |
| 2016     | 28岁未成年         | 凉夏      |
| 2017     | 悟空传             | 阿紫      |
| 2017     | 奇门遁甲           | 鐵蜻蜓    |
| 2019     | 雪暴               | 孫妍      |
| 2020     | 拆彈專家2          | 庞玲      |
| 2021     | 1921               | 王会悟    |
| 2022     | 漫长的告白         | 柳川      |
| 2023     | 消失的她           | 陈麦/沈曼 |
| 2025     | 獵金遊戲           | 安娜      |
| 2025     | 东极岛             | 阿花      |
| 待上映   | 一个男人和一个女人 | 女人      |
| 待上映   | 捆绑上天堂         | 夏优      |

### 電視劇
| 首播年份 | 剧名               | 角色                 |
| 2018     | 天盛長歌           | 鳳知微/魏知/長孫知微 |
| 2019     | 宸汐缘             | 靈汐/林默            |
| 2020     | 在一起             | 平小安               |
| 2020     | 流金歲月           | 朱鎖鎖               |
| 2021     | 功勋               | 孙玉芹               |
| 2022     | 天才基本法         | 邱月                 |
| 2023     | 西出玉门(網絡劇)   | 叶流西               |
| 2024     | 西北岁月           | 齐心                 |
| 待播     | 夜旅人(網絡劇)     | 宗瑛                 |
| 待播     | 隐身的名字(網絡劇) |                      |
| 待播     | 人间清醒(網絡劇)   |                      |

### 舞臺劇
| 年份      | 剧名           | 角色      | 备注               |
| 2019      | 幺幺洞捌       | 舒彤/安娜 | 由賴聲川編劇與導演 |
| 2023-2025 | 如梦之梦专属版 | 顾香兰    | 由賴聲川編劇與導演 |

### 纪录片
| 上映年份 | 电影名                 | 角色 | 备注                        |
| 2011     | 张艺谋和他的金陵十三钗 | 倪妮 | 电影《金陵十三钗》纪录片    |
| 2019     | 幺幺洞捌·妮行          | 倪妮 | 5集舞臺劇《幺幺洞捌》纪录片 |

### 微电影/短剧
| 上映年份 | 片名   | 角色 | 备注                         |
| -------- | ------ | ---- | ---------------------------- |
| 2013     | 爱在线 | 喵喵 | 电影《我想和你好好的》宣传片 |

### 书籍
- 参与撰写电影书《金陵十三钗:我们一起走过》[17]，北京联合出版公司，2011年12月14日（ISBN 9787550204133）

### 單曲
- 《你有沒有聽到我》（與李宇春、杜海濤、胡杏兒、黃軒、杜天皓合唱）
- 《何奈何》 (電視劇天盛長歌片尾)
- 《相信我》（與劉德華合唱）

## 獎項
| 年份 | 頒獎典禮                     | 獎項                   | 剧名           | 角色      | 結果 |
| ---- | ---------------------------- | ---------------------- | -------------- | --------- | ---- |
| 2012 | 第6届亚洲电影大奖            | 最佳新演員             | 《金陵十三钗》 | 玉墨      | 獲獎 |
| 2012 | 第20届上海影评人奖           | 最佳女演员             | 《金陵十三钗》 | 玉墨      | 獲獎 |
| 2012 | 第12届华语电影传媒大奖       | 观众票选最受瞩目女演员 | 《金陵十三钗》 | 玉墨      | 獲獎 |
| 2012 | 第12届华语电影传媒大奖       | 最佳女主角             | 《金陵十三钗》 | 玉墨      | 提名 |
| 2012 | 第12届华语电影传媒大奖       | 最佳新演员             | 《金陵十三钗》 | 玉墨      | 提名 |
| 2012 | 2012娱乐大典                 | 年度最受关注电影人物   | 《金陵十三钗》 | 玉墨      | 獲獎 |
| 2012 | 第3届乐视影视盛典            | 年度电影最受欢迎女演员 | 《金陵十三钗》 | 玉墨      | 獲獎 |
| 2012 | 第7届华语青年影像论坛        | 年度新锐女演员         | 《金陵十三钗》 | 玉墨      | 獲獎 |
| 2013 | 第15届中国电影华表奖         | 优秀新人女演员         | 《金陵十三钗》 | 玉墨      | 提名 |
| 2021 | 第27届上海电视节白玉兰奖     | 最佳女主角             | 《流金岁月》   | 朱锁锁    | 提名 |
| 2021 | 第13届澳门国际电影节金莲花奖 | 最佳女配角             | 《拆弹专家2》  | 庞玲      | 提名 |
| 2022 | 第35屆中國電影金雞獎         | 最佳女主角             | 《漫長的告白》 | 阿川      | 提名 |
| 2023 | 第18届中国长春电影节金鹿奖   | 最佳女演员奖           | 《消失的她》   | 陈麦/沈曼 | 獲獎 |
| 2023 | 第15届澳门国际电影节金莲花奖 | 最佳女演员奖           | 《消失的她》   | 陈麦/沈曼 | 提名 |
| 2024 | 第37届大众电影百花奖         | 最佳女主角             | 《消失的她》   | 陈麦/沈曼 | 提名 |

## 感情生活
2012年公开承认与演员冯绍峰的恋情，兩人曾在2013年合拍電影《我想和你好好的》。2015年5月经纪人证实两人分手。2016年“全明星探”（前“全民星探”）曝光3月3日到3月5日期间，倪妮进出井柏然寓所4次的画面，后经双方经纪人承認戀情；两人于2018年分手。

## 争议
2012年10月一组疑似倪妮、“大尺度”的自拍照在网络流传；由於“自拍照”事件前，张艺谋与张伟平在9月终止了合作而引起了倪妮、周冬雨、窦骁等12人新画面影业签约演员的“经纪约纠纷”，有网友指出，这组疑似倪妮的自拍照其实早在2011年12月就已在微博和网络，而此次网络疯传疑似倪妮“大尺度自拍照”出自论坛一名网友，该网友注册时间是2012年10月17日，发帖时间是2012年10月18日，令网友猜测此人上传目的和猜测照片的真实度；倪妮对事件沒有回应，她的工作人员則表示 “对于无聊传闻，我们无需去理会，本身就是无中生有的事，何必越描越黑。”
2015年7月21日，倪妮称天涯论坛5名用户在2015年3月发布其「整容」、「插刀女王」、「说谎」等不实攻击言论，因而将运营天涯论坛的公司诉至法院，索赔经济损失、精神损失及律师费等106万元人民币，双方均同意接受调解。而在7月21日状告期间，倪妮的代表律师承认天涯论坛用户「公共马甲112211」所发布的帖子“没人8吗？疑似倪妮和男人视频自拍照流出中”，有正脸的照片是倪妮本人，但是“没有面部的照片不确定”。

## 外部連結
- 倪妮的新浪微博
- 倪妮在互联网电影资料库（IMDb）上的資料（英文）
- 倪妮在香港影庫上的簡介
- 倪妮在豆瓣上的资料（简体中文）
- 倪妮在时光网上的簡介（简体中文）
- 倪妮的Instagram帳戶